# Prensa de Perú

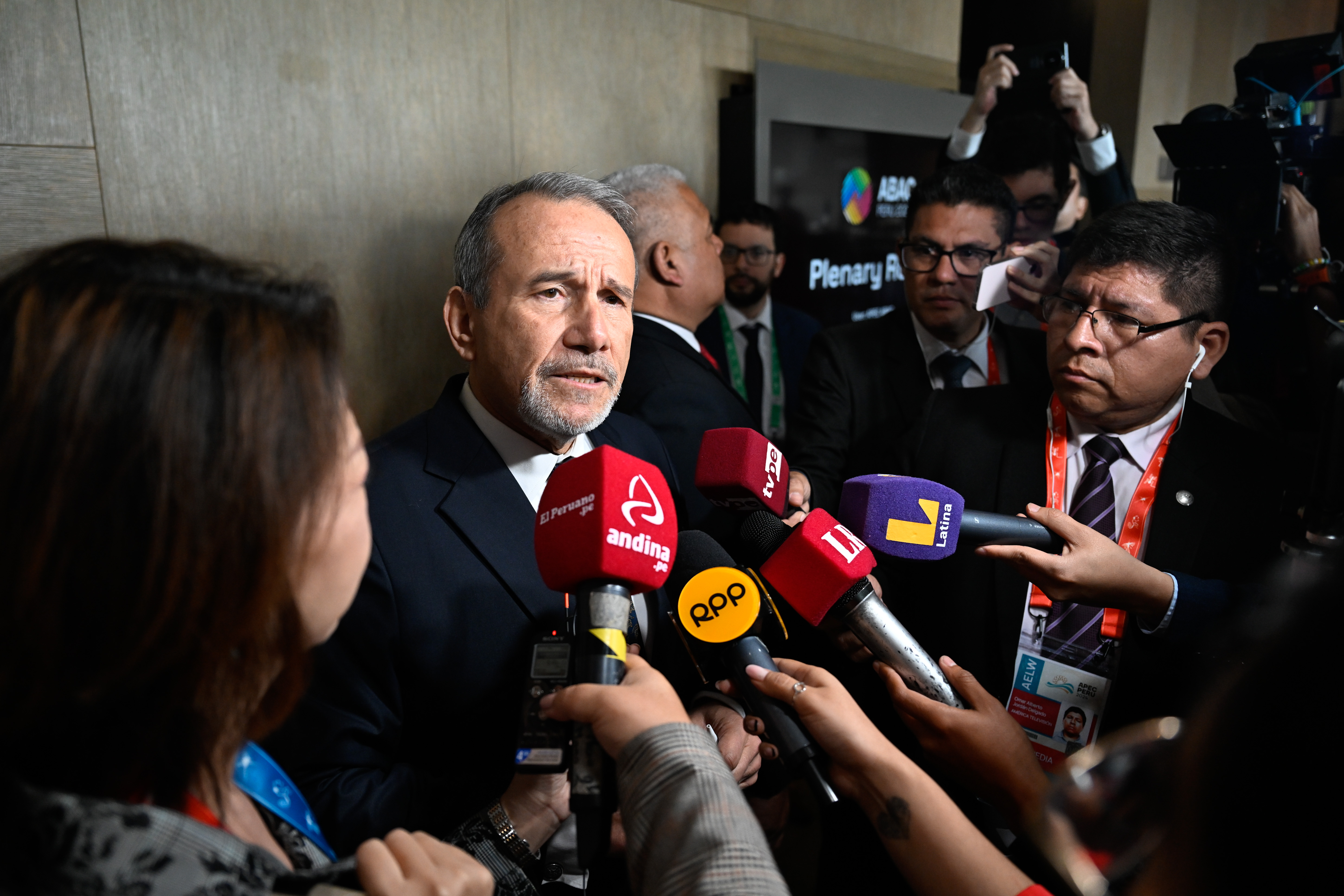
Prensa radial y televisiva entrevistando al canciller Elmer Schialer en 2024.

La prensa de Perú surge desde su primer periódico nacional en la época republicana, El Peruano, cuyo primer número se publicó el 22 de octubre de 1825. Para el siglo XX, surgen los medios comerciales más importantes, El Comercio (1832), El Callao (1883), La Prensa (1903) y La Crónica (1912).
Desde los años 1990, algunos de estos se publican durante toda la semana (diario) o semanal o quincenalmente (periódico). También se publican suplementos como las revistas (publicaciones semanales, quincenales y mensuales) en Perú de circulación nacional.  A estos se suman los medios de radio y televisión. En ese entonces, la prensa desempeñó un papel interactivo en la política peruana, a la par que estos temas se volvían cada vez más mediáticos.
Una fracción de la prensa peruana, la tradicional, suele tener mayor preferencia por intereses corporativos y políticos, lo cual hace que parte de la población no la considera confiable (según estudios realizados en 2007 y 2024). Una destacada parte de la misma la opera el Grupo El Comercio (78 % del mercado de tiraje en 2013), uno de los mayores conglomerados de diarios y periódicos de distribución nacional.

## Antecedentes
La imprenta se operó en el virreinato del Perú desde el siglo XVI (específicamente con la llegada de las máquinas en 1532), bajo la ayuda de Antonio Ricardo. Para ese entonces se limitó a informar brevemente con la primera Relación en 1594. Para el siglo XVII, se elaboraron libros que se conservaban en bibliotecas privadas exclusivas para la élite española.
La prensa peruana surge inicialmente con la Gaceta de Lima en el siglo XVIII, que cubrió eventos desde Europa y posteriormente en Lima. Con su cierre, surgieron otras publicaciones como Mercurio Peruano y El Peruano. Alrededor de 15 diarios limeños entraron en circulación durante las Cortes de Cádiz. Mientras que entre 1811 y 1824 se contabilizaron más de 80 publicaciones.

## Periódicos
Inicialmente, en el siglo XIX, la prensa tuvo un rol informativo político, pero a finales de la época diversificó sus enfoques. Se intentó hacerlo accesible a todo público, como el caso de El Tiempo en 1864. Desde el siglo XX, la prensa tuvo protagonismo en la cobertura de sucesos sociales. Uno de los géneros que marcó tal medio fue la crónica policial, a partir de un suceso criminal entre amigos ocurrido en el Hotel Comercio en 1930. El crimen del Hotel Comercio conllevó algunos periódicos a enfocarse en ello, como el caso de La Crónica, cuya vigencia pasó incluso del aquel siglo; según la revista de la UNMSM, Docentia Et Investigatio, se denotó la insensibilidad de la población para finales de los años 1980.
Para 1971, según Peter Schenkel para la revista Crisis, 34 diarios tuvieron alguna importancia en el país, 10 de los cuales fueron editados en Lima. Durante el Gobierno Revolucionario de la Fuerza Armada, la prensa fue «expropiada» (debido a la falta de mecanismo de ello, en realidad, fue confiscada), alejada del control estatal y privado; el enfoque de los diarios fue «socializado», cada uno tenía su propio sector que cubría el país: agricultura, educación, entre otros. Tras fracaso de los diarios de gran tiraje que ofrecieron en su gobierno iniciada la década de 1980, fue devuelta a sus dueños unos años después.
En 1980 se adoptó el Código de Periodismo, en que se establece los criterios de publicación de material informativo. Existen dos instituciones que velan los intereses de esta profesión, el Consejo de la Prensa Peruana (CPP) y el Instituto Prensa y Sociedad (IPYS). Desde 1998 se formó el Tribunal de Ética del Consejo de la Prensa del Perú, que complementa al Tribunal de Honor Nacional del Colegio de Periodistas.
Para mediados de la década de 1990, algunos diarios como El Comercio y La República adaptaron sus noticias en portales web. En 1996 se estrena el primer medio nativamente digital La Encuesta. En 1997 surgió el periodismo de datos cuando una periodista de El Comercio realizaba un análisis de la labor de Instituto Nacional de Defensa Civil. Para 2005 existieron 38 portales web de noticias.
En el Perú, para 2007, 72 diarios estaron en circulación, de los cuales: 31 se encuentran en la zona Lima-Callao; cuatro en cada ciudad de Cusco, Chiclayo, y Tacna; tres en Arequipa, Chimbote, Ica, Pucallpa y Trujillo; dos en Ayacucho, Huancayo y Puno, y por lo menos un diario regional en Cajamarca y Piura. El más conocido es El Comercio, que cubre información política, cultural y social. Según Ipsos en 2012, el 77 % de la población de Lima Metropolitana lee diarios, virtual o físicos, por lo menos una vez a la semana; siendo el 79 % que lo consigue físicamente de lunes a viernes.
El país es el mayor consumidor de periódicos en Latinoamérica. El informe de 2012 del Centro Regional para el Fomento del Libro en América Latina y el Caribe señala que 71 % se dedica a la lectura de periódicos. En el Informe de Consumo de Medios en Latam 2021 de Sherlock Communications, el 26 % de los encuestados peruanos asegura que lee todos los días algún periódico, el 50 % lee por lo menos una vez a la semana, mientras que el 11 % no se dedica a revisar algún diario, siendo el porcentaje más bajo de la región.
En 2020, empresas como El Comercio, La República y Universal recortaron personal para el periodismo impreso. Con ese cambio, el 70% de periodistas del Análisis de la salud mental de los periodistas, de una población peruana de más de once mil, trabaja de manera independiente.

### Principales periódicos en Lima y Callao
Existen dos tipos de periódicos, aquellos de corte tradicional y otros de corte popular (también llamado «familiar»). El segundo suele ser su contraparte económica o popular de la edición estándar, surgida de la competencia en la entonces prensa chicha. Se diferencia del primero, además de su precio, el enfoque cultural a sus lectores. El tercero está la sección de otros, que incluye a prensa deportiva en ejemplares separados. Entre los diarios de mayor concentración en Lima-Callao, algunos de circulación nacional, están:
| Propiedad                                                               | Informativo(s) de corte tradicional | Informativo(s) de corte popular | Otros informativos                                                               |
| ----------------------------------------------------------------------- | ----------------------------------- | ------------------------------- | -------------------------------------------------------------------------------- |
| Grupo El Comercio                                                       | El Comercio                         | Trome                           | Gestión (economía) Depor (deportes, cerrado en 2024) Perú.com (medios digitales) |
| Epensa (Parte de Grupo El Comercio)                                     | Correo                              | Ojo                             | El Bocón (deportes, cerrado en 2020)                                             |
| Epensa (Parte de Grupo El Comercio)                                     | Correo                              | Ajá (cerrado en 2013)           | El Bocón (deportes, cerrado en 2020)                                             |
| Media Chirimoya                                                         | Perú21                              | —                               | —                                                                                |
| Grupo La República                                                      | La República                        | El Popular                      | Líbero (deportes) Wapa (magacín)                                                 |
| Corporación Universal                                                   | Diario Exitosa                      | Karibeña                        | La Kalle (deportes, cerrado en 2020)                                             |
| Editora Expreso Extra (registrado bajo Sindesa, antes Editora Nacional) | Expreso                             | Extra                           | El diez (deportes)                                                               |
| Grupo La Razón (Editores Montecristo)                                   | La Razón                            | El Men                          | Todo Sport (deportes)                                                            |
| Grupo La Razón (Editores Montecristo)                                   | La Razón                            | El Chino                        | Todo Sport (deportes)                                                            |
| Editorial Diario Uno                                                    | Diario Uno                          | —                               | —                                                                                |
| Ediciones La Primera                                                    | La Primera                          | —                               | —                                                                                |
| ARGU                                                                    | Diario El Callao                    | —                               | —                                                                                |
| Editora Perú                                                            | El Peruano                          | —                               | Agencia Andina (medios digitales)                                                |

## Medios y noticieros digitales
Es preciso señalar que existen medios informativos digitales de diversos tipos, surgidos desde finales de la década de 1990 como reacción al sesgo informativo oficialista de ese entonces. Destaca especialmente el efímero sitio web La Encuesta.
Entre los medios digitales se encuentran aquellos de distribución gratuita y redacción accesible, como el consolidado Publimetro. Por otro lado, a principios del siglo XXI, han cobrado relevancia los periódicos digitales independientes, entre ellos La Crónica, La Prensa, Ojo Público, Convoca, IDL-Reporteros y Wayka. Para los años 2010, surgieron nuevos medios independientes, tales como El Perfil, Utero, La Mula, El Búho y Diario 16. Esta década también marcó un hito en la metodología del periodismo de datos.
Para los años 2020, se concibieron otros medios como La Encerrona, Epicentro TV (de Clara Elvira Ospina), Sálvese Quien Pueda, El Diario de Curwen, El Foco, Sudaca (de Juan Carlos Tafur), La Antígona, Dilo Fuerte (de Manuela Camacho) y La Línea (de Anahí Durand), además del portal de origen argentino Infobae Perú y el noticiero creado por un grupo de portales independientes Pasó en el Perú.
En ese periodo, periodistas como Paolo Benza (La Contra), Juliana Oxenford (Búnker), Fernando Llanos, Martín Riepl (CBC Podcast) y Jaime Chincha (La Tuerca) abandonaron sus puestos en medios tradicionales para dedicarse a producir sus propios noticieros. Los comunicadores Gustavo Rodríguez (Jugo de Caigua) y Carlos Orozco (La Roro Network) crearon plataformas que incluyen columnas de especialistas para analizar la realidad nacional y contraponerla al sesgo informativo de la prensa limeña.

### Impacto de los videoblogs informativos
Una publicación del Instituto de Investigación Multidisciplinaria Perspectivas Globales sugirió que videoblogs como El Diario de Curwen fueron referentes en el periodismo alternativo audiovisual con opiniones positivas. El canal de Youtube, creado por Víctor Caballero, fue un referente en su producción narrativa audiovisual en su tipo en 2019.
Marisol Castañeda, presidenta de Calandria, señaló en 2023 que los medios digitales son referentes en la comunicación al llevar mayores estándares que los medios tradicionales. Por su parte, Juan Carlos Tafur reconoció en 2024 la importancia de la presencia en plataformas digitales para el éxito profesional. En su opinión, una buena participación en espacios como La Encerrona, El Diario de Curwen, el pódcast de Hildebrandt en sus Trece o Sin guion de Rosa María Palacios, puede tener un impacto mayor que una entrevista en un medio tradicional de comunicación, como el principal diario nacional o un canal o radio de alcance nacional. Estas afirmaciones ponen de manifiesto el creciente papel que desempeñan los videoblogs y otros medios digitales independientes en el panorama informativo actual.

## Revistas
Además de los periódicos, existieron a lo largo de su historia magacines de publicación mensual como Caretas, Etiqueta Negra, Sí, Oiga!, Somos, Etecé, Gisela, El Gráfico, Gente, Mónica y Lima Gris. Además de las revistas legales como Revista Ideele del Instituto de Defensa Legal. También cuentan con revistas científicas, 78 de ellas usan el servicio OJS en 2018.
En 1910 se lanzó el semanario El Cancionero de Lima, una de las primeras publicaciones difusoras de la música criolla. El seminario permaneció por tres décadas antes de la llegada de la época dorada de la radio.

## Prensa tradicional en otros medios de comunicación

### Prensa radial
En 1935 ya se relataban los diarios desde la estación Radio Goicochea, con la conocida editorial La revista, y OAX4A (Radio Nacional), fue en 1937 que en la Radio Nacional se dedicó tres horas del segmento La gaceta del aire. En Radio Lima se estrenó en 1940 Buenos días, su primer informativo matutino, y en 1941 Buenas noches, para el horario nocturno. En 1958 la Radio 1160 lanzó su programa de opinión Revista de revistas, basado en las publicaciones de Presente, Caretas, Jueves, 1957 y Extra.
Para finales del siglo XX, se realizaron comentarios en las noticias, entre ellos al pionero Rómulo Flores para la Radio Miraflores. En años recientes, se encuentran las radios dedicadas en su mayor programación sobre sucesos locales, nacionales e internacionales como RPP, PBO Radio, Exitosa, etcétera. En respuesta a la limitación de difusión de determinadas noticias en los medios de Lima, se creó la Coordinadora Nacional de Radio, con el propósito de difundir contenido que los medios limeños no presentaban por razones editoriales.

### Prensa televisiva

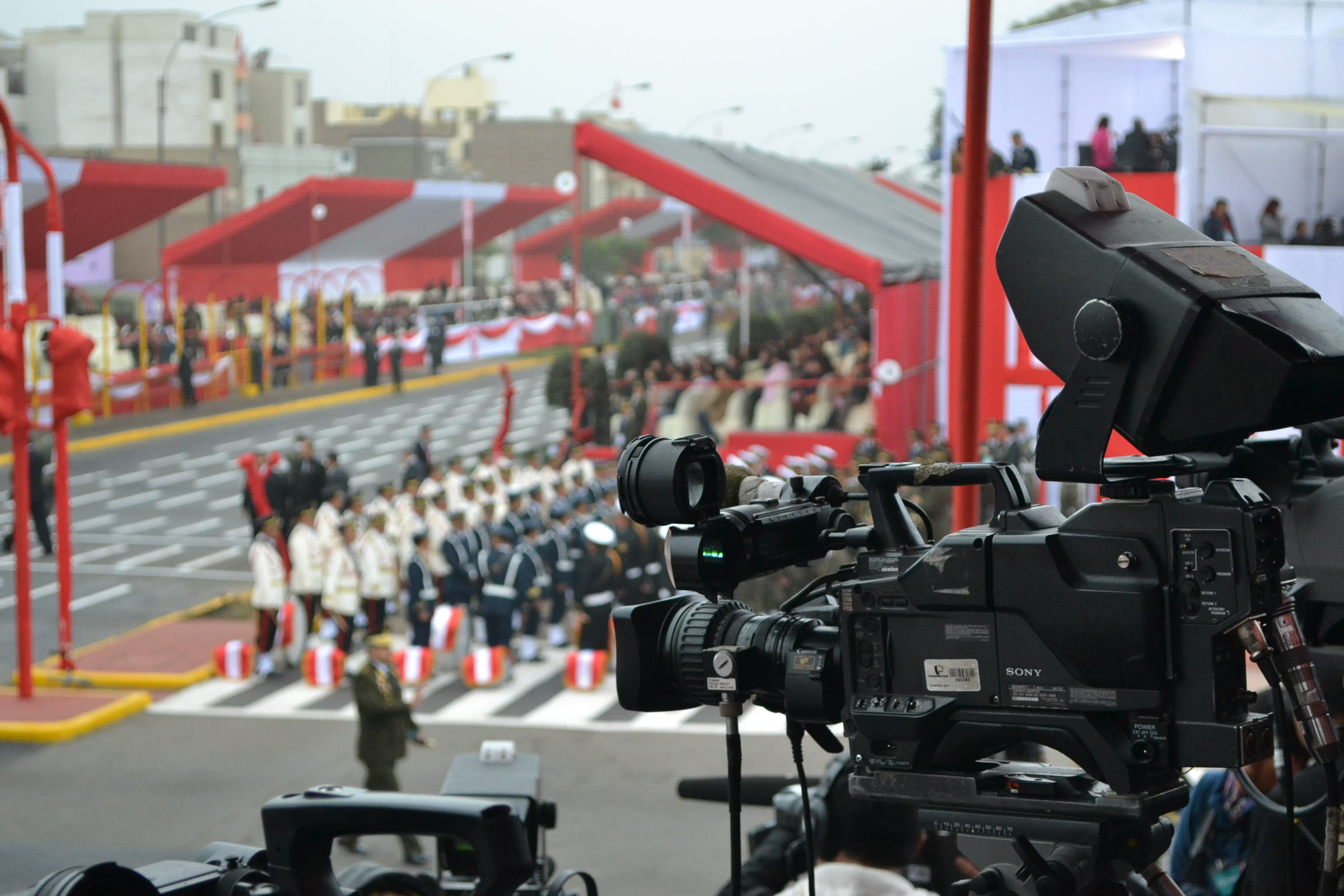
Una cámara del canal Panamericana Televisión en el desfile militar por Fiestas Patrias.

América Televisión realizó sus primeros intentos El mundo al vuelo con extractos del diario La Prensa. En 1962 el informativo se convierte en Noticiero Conchán para el día y Telediario para las tardes. Este formato derivó en nuevos noticieros de diversos canales que ocupaban el mayor tiempo en la televisión (alrededor de un 40 a 50 %). Entre ellos: Buenos días, Perú y 24 horas (Panamericana); TV Perú Noticias, América noticias, ATV noticias, Latina noticias (antes 90), Willax noticias, entre otros.
Para inicios de la década de 2000 destacaron sus informativos dominicales Panorama y Cuarto poder, conocidos por destapar actos de corrupción, así como los de final de década Día D y Punto final. Sin embargo, el periodista Juan Carlos Tafur señaló que en 2021 la prensa llegó a una etapa de crisis debido a que los dominicales perdieron significativa audiencia en comparación con aquellos de inicios de la década de 2000.
Entre los canales de televisión completamente informativos están: las vigentes ATV+, Canal N, TV Perú Noticias, Latina Noticias 24/7, Exitosa TV y RPP TV, así como las extintas Capital TV y CCN. Cada uno decide el tratamiento de la información. Por ejemplo, TV Perú incluyó sus coberturas regionales relatadas en lenguas indígenas como Ñuqanchik y Jiwasanaka.
Una encuesta realizada por la Universidad de Lima en 2008 reveló que el 51.8 % de los espectadores veían la televisión principalmente para informarse. Ese mismo año, un estudio del Consejo Consultivo de Radio y Televisión indicó que la distribución general del horario se dedicaba principalmente a los deportes (29.4 %), seguido de los policiales (15 %) y la política (7.9 %). Además, los asuntos ciudadanos (7.1 %) y las problemáticas sociales (5.5 %) ocuparon más tiempo de emisión que otros contenidos de menor presencia (menos del 6 %), como tragedias y accidentes, catástrofes, economía, salud y educación. Cabe señalar que en ese estudio, los grupos de varones son quienes predominan.

#### Crónica policial en televisión
La crónica policial predominó en los medios de comunicación escritos y audiovisuales durante la década de 1980, pero se consolidó en la década de 2000 y se manifestó principalmente en los programas de televisión matutinos. Un estudio de la Universidad Nacional del Altiplano sugirió que en los siguientes años existió una práctica de criminología mediática en el país, en el que los congresistas se basaban en las noticias policiales de los medios físicos y virtuales para elaborar leyes.
El tratamiento de las noticias varía de un canal de televisión a otro. Según Rosa María Palacios, las noticias suelen recurrir principalmente a grabaciones de cámaras de seguridad, que ella describe como «un festival de ejecuciones, asaltos, atropellos y otras formas de desgracia humana sin límite alguno». América Televisión suele mostrar explícitamente sus contenidos delictivos, pero evita cualquier tipo de intervención editorial de los periodistas. Otros canales (como ATV) imitan el modelo de América Televisión. En cambio, TV Perú prioriza la intervención policial frente a los detalles delincuenciales.
Los acusados han llegado en determinadas situaciones a ser exhibidos ante las cámaras, debido a que el Código Procesal Penal permite que la Policía Nacional lo divulgue. De hecho, en 1997 se produjo una vulneración del derecho a la imagen cuando el investigado Loayza Tamayo, después de mostrar el chaleco de «detenido», denunció el caso ante la Corte Interamericana de Derechos Humanos. Años después, el Tribunal Constitucional declaró inconstitucional dicha práctica. En 2023, en marco del estado de emergencia en el distrito de San Juan de Lurigancho, la Policía realizó una nueva forma de presentar ante la prensa con detenidos en flagrancia vestidos con un overol color rojo.
Existen situaciones en las que la prensa ha alimentado la presión para tomar medidas judiciales contra acusados de diversos delitos y ha estereotipado a algunos imputados como pobres y vulnerables. En 2019, los noticieros influyeron en el adelanto de la prisión preventiva a una persona acusada de provocar un accidente de tránsito sin importar el derecho a la presunción de inocencia. Para generar impacto en la audiencia, las víctimas, en particular las mujeres (o niñas) cuando necesitan atención de las autoridades, suelen ser presentadas ante las cámaras. También suelen dar cobertura a personajes de la farándula, como en el caso judicial de Andrés Hurtado, en el que su exabogado afirmó que los medios se valieron del «morbo social» porque tiene características que permiten que «la gente simplemente se enganche con este tipo de casos».
Las noticias policiales han contribuido a una narrativa que favorece medidas autoritarias, similar a las implementadas por Vladimiro Montesinos durante el gobierno de Alberto Fujimori. En 2006, cuando en el gobierno de Alan García se propuso limitar el rol de las ONG mientras el Congreso planteaba la pena de muerte en el país, la Inter Press Service intuyó que «[los más graves] delitos [fueron] informados con lujo de detalles y en horario estelar en los noticieros nacionales», con el fin de que la población mostrara simpatía por las medidas del presidente de la República.
Aparte, los noticieros buscaron estigmatizar a los inmigrantes venezolanos en el país, resaltando mediáticamente los delitos cometidos por algunos de ellos. A pesar de la relación casi sesgada de los inmigrantes con hechos delictivos, según un estudio de ACNUR y Amnistía Internacional con datos de 2020 y 2021, fue necesario crear un noticiero exclusivo para conocer la diáspora venezolana en 2018.

#### Estrategia de cobertura policial deAmérica noticias
América noticias destaca por su énfasis en noticias policiales. Su política editorial exige que los presentadores eviten emitir opiniones personales que puedan suscitar reacciones adversas en la audiencia. Otra exigencia editorial es el uso de seudónimos por parte del noticiero para identificar a los involucrados, lo que se ha convertido en un sello distintivo para captar la atención sobre los sucesos delictivos. Cabe destacar la participación del locutor José Luis Pacheco.
Tras la incorporación de Clara Elvira Ospina al canal, se observó una la disminución de la cobertura de información policial en los noticieros. Con la salida de Ospina, se retomó el enfoque policial. La importancia de este contenido fue abordada en 2023 por Pablo Massi, gerente general y director comercial de América Televisión, quien expresó: «¿[Quieren] que cambiemos la realidad [de las notas policiales] o que la maquillemos?… y una pregunta: ¿por qué los noticieros de América tienen 60 % de share [sic]?».

#### Estrategia de cobertura policial deTV Perú noticias
TV Perú es uno de los pocos canales que limitan su cobertura para tratar otros temas. En 2006, el canal decidió reducir la difusión de las crónicas policiales en su noticiero Confirmado para «no dar protagonismo a quienes están al margen de la ley en nuestra vida nacional». Cuando el noticiero se convirtió en TV Perú noticias, que cuenta con su propio canal, su director de plataformas digitales señaló que los espectadores prefieren entender las acciones legales como la respuesta de la policía ante los delitos.

#### Opinión pública
El tratamiento de este tipo de crónica fue motivo de críticas de los encuestados. En 2008, Veeduría Ciudadana concluyó en su medición que «el 79.1 % sostiene que hay exceso en la presentación de hechos sangrientos, asesinatos, violaciones, actos delictivos». Otra encuesta de Concortv en 2013 señaló que más del 70 % de peruanos perciben que los noticieros se aprovechan de las desgracias de otros.
En el libro El mejor y el peor de los tiempos (2024), Gustavo Gorriti argumentó en uno de los capítulos que el interés por la temática policial en los primeros minutos de los noticieros de los medios televisivos servía para ganar audiencia. Cuando el diario La República le preguntó en 2024 si eso cambiaría, el periodista respondió que no. Según él, tal predilección condujo a «la anorexia del periodismo», propenso a la desinformación, y afirmó que «buena parte de las publicaciones más escandalosas tienen ahora un nivel de audiencia (incluso en horas punta) que antes habría provocado una depresión entre quienes leían El Peruano».
Durante la crisis de seguridad, el ministro del gobierno de Dina Boluarte, César Vásquez, afirmó: «Si nos dedicamos a comunicar que la situación nos está superando, los delincuentes avanzarán», insinuando que los noticieros deben promocionar la actitud del gobierno para frenar la delincuencia. Incluso el titular del Ministerio del Interior, Juan José Santiváñez, criticó a los medios de comunicación por no difundir las capturas realizadas por las fuerzas del orden e insinuó que van «en contra de la Policía».

## Libertad de expresión
El país desarrolla el derecho a la libre expresión desde la ley de imprenta en 1823, esta última con algunas matices sobre la defensa a la Constitución y que contó con un tribunal exclusivo para delitos relacionados con la prensa.
En la constitución de 1993 establece artículos para fomentar la libertad de prensa, lo que evita depender de una ley; entre ellas está el derecho de reservar sus fuentes en las noticias, como indica en el artículo 2.18. También cuenta con convenios como la Declaración de Chapultepec en 2018.
A lo largo de la historia, los periodistas han sufrido amenazas por parte de las autoridades políticas y de grupos subversivos. Ante el dominio de los empresarios en los medios de comunicación, surge la preocupación de si realmente es necesario un periodismo de investigación independiente para destapar escándalos políticos. De hecho, después del gobierno de Alberto Fujimori, perdió fuerza, y en 2011 Gustavo Gorriti señalaba que este tipo de periodismo no era relevante para la prensa tradicional debido a los intereses empresariales.
En 2020 se planeó incluir dos artículos del Código Penal para sancionar a las personas que recurrieran a la difusión de noticias falsas, específicamente por conspiraciones relacionadas con la pandemia de COVID-19. Sin embargo, no se concretaron.
En 2025, se promulgó la ley para regular a la Agencia Peruana de Cooperación Internacional (APCI), por lo que el Estado podrá controlar cómo se destinan las donaciones a actividades relacionadas con el periodismo de investigación, entre otras. Daniel Yovera señaló que los portales de periodismo independiente La Encerrona, Epicentro TV, Ojo Público y otros han publicado informes sobre la industria ilegal, la corrupción gubernamental y el famoso caso Rolex con mayor intensidad que los medios tradicionales.

### Gobierno de Velasco Alvarado y confiscación de medios
En contraste con las otras reformas llevadas a cabo por el Gobierno Revolucionario de las Fuerzas Armadas, la reforma de medios de comunicación no estuvo contemplada en los documentos iniciales de la revolución si bien desde inicios del régimen la prensa, la radio y la televisión sufrieron acciones transformadoras.
El plan del gobierno militar hacia los medios de comunicación fue el de expropiarlos y dárselos a otras instituciones a a través del proceso de socialización. En el caso de la prensa, la gestión de los periódicos fue a parar a sectores sociales organizados; la publicidad estuvo sujeta a normas de control sin precedente. En tanto a la radio y la televisión, la Ley de Telecomunicaciones de 1971 le dio potestad al Estado para participar en la producción y supervisión de contenido por lo que estos medios tuvieron que dar espacio a la presencia del Estado y la programación cultural y educativa que este promovía. A diferencia de otros gobiernos militares en la región, Velasco no buscó crear su propio órgano de expresión, sino que prefirió transformar el sistema y poner a los medios a trabajar a su servicio. Si bien la intervención Estatal en los medios tuvo gran alcance, en que la televisión era limitada para la clase alta por su adquisición, en la práctica el gobierno concentró su influencia en la prensa escrita, nacionalizando las telecomunicaciones y encargando su administración a empresas públicas.

### Ataques a la prensa desde los años 1980
Durante la época de terrorismo, tuvieron lugar la conocida masacre de Uchuraccay y el asesinato de Hugo Bustíos. También se presenció sabotaje de estaciones de comunicación rural para propaganda subversiva. Entre 1980 y 1992, 20 profesionales del periodismo perdieron la vida según los registros de la Sociedad Interamericana de Prensa.
Como resultado a los ataques a los medios, se creó la red Periodistas en Emergencia del Instituto Prensa y Sociedad en 1998, que se reporta telefónicamente a nivel nacional con el apoyo de la Defensoría del Pueblo. Acorde a esa plataforma, en 1999 se reportaron 73 casos, 70 de ellos se ocurrieron fuera del departamento de Lima.
Durante los años 2000, la prensa peruana sufrió ataques para silenciar la oposición, especialmente para reducir la cobertura de sus conflictos sociales. En 2004, la Asociación Nacional de Periodistas señaló que ocurrió una amenaza cada cuatro días. En 2006 se contaron 64 agresiones físicas a los periodistas: 18 trabajaron en medio radial, 17 en televisivo y 16 en escrito. En 2007 se reportaron 212 ataques a la prensa, y en 2020 alcanzó los 239, según la Asociación Nacional de la Prensa, cuyo crecimiento fue el más grande en este siglo. En 2021 se registraron 206 ataques a la prensa, 105 de ellos cometidos en Lima.
En 2024, el periodista ambiental Manuel Calloquispe afirmó que el Estado no protege a quienes reportan la minería ilegal en varios sectores del departamento de Madre de Dios. Al año siguiente, Infobae informaba de que algunos periodistas regionales que denunciaban actos de corrupción habían sido asesinados.

#### Crisis política de 2021

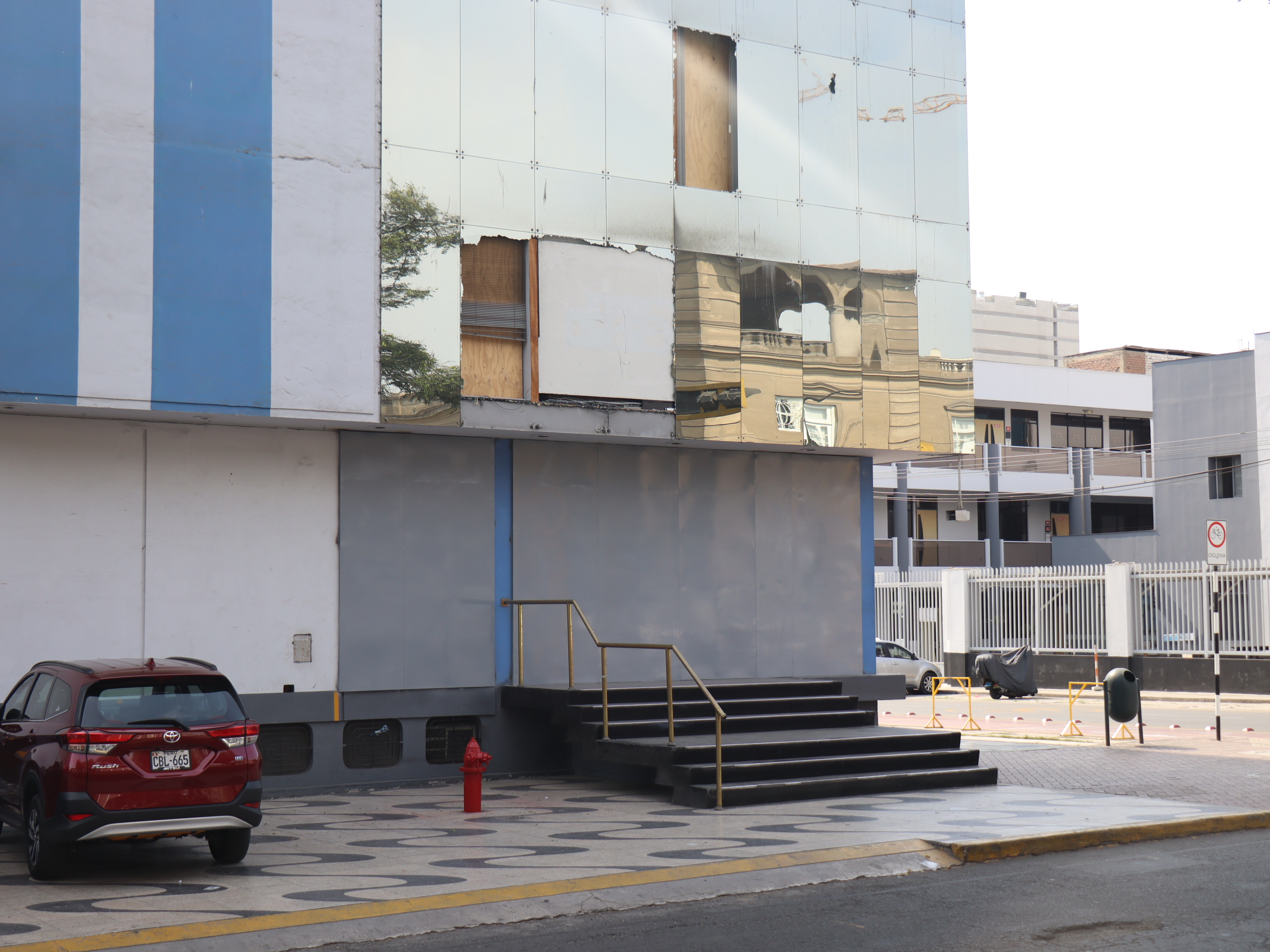
Instalaciones de Panamericana Televisión a un mes de los ataques con piedras producto de las manifestaciones ocurridas a nivel nacional.

En el gobierno de Pedro Castillo, se evidenció recurrente hostigamiento de los simpatizantes y personal del Estado a los medios de comunicación, mayoritariamente limeños. En noviembre de 2021 Castillo tildó de «loco» a un reportero que preguntó una eventual renuncia de su presidencia que se concretó al año siguiente. El mandatario calificó a la prensa como «un chiste» en febrero de 2022, además de «desestabilizador» en su mensaje presidencial. También se añade las palabras de uno de los primeros ministros, Aníbal Torres, como «plan político, mediático, fiscal y judicial [de la derecha] para desacreditar y dar el golpe contra el presidente».
Durante el mandato de Castillo, los periodistas de los dominicales fueron amenazados por cartas notariales, impedidos de participar en sesiones con el mandatario, o retenidos por rondas campesinas con la condición de rectificar sus reportajes. En octubre de 2022 el Índice Chapultepec de Liberad de Expresión y Prensa marcó a Perú en el undécimo lugar, en que el país pasó del grupo de «baja restricción» a de «restricción parcial».
Posteriormente, se utilizó la expresión «prensa desestabilizadora» para referirse a sus opositores. Un informe preliminar de la OEA la compartió, pero el Instituto Prensa y Sociedad mostró su rechazo a esta expresió.
Con la dimisión de Pedro Castillo, llegó el gobierno de Dina Boluarte. En aquel momento, los agentes policiales agredieron al equipo de prensa durante las protestas. La presidenta de la Asociación Nacional de Periodistas, Silvia Loli, denunció que el nuevo gobierno no emitió ninguna declaración, «ni siquiera un tuit para decir "oye, condenamos esta agresión [al] periodista"».
Aparte de las protestas sociales, en 2023, Reporteros Sin Fronteras advirtió, con motivo de una campaña contra Gustavo Gorriti, conocido por destapar escándalos de corrupción, que «algunos medios de comunicación previamente confiables han comenzado a publicar desinformación». Según la Revista Internacional de Tecnología, Ciencia y Sociedad, a partir de las tesis revisadas, para 2023 hubo una ausencia considerable de investigación sobre los orígenes de la desinformación durante las crisis políticas.
El presentador de Ideele Radio, Glatzer Tuesta, expresó las intenciones de los grupos de poder de silenciar a la prensa independiente y no a medios más afines a las ideas políticas del conservadurismo como Willax. Marco Sifuentes, director de La Encerrona, compartió varios casos que involucran a figuras bajo la mira de sectores políticos, además de Gorriti, como Rosa María Palacios, Pedro Salinas, Paola Ugaz, entre otros.
En 2023, la labor de la prensa de investigación captó la atención de algunos miembros del Parlamento, quienes presentaron proyectos de ley para favorecer a los partidos políticos y aumentar las penas por difamación, así como por grupos radicales como La Resistencia. El entonces presidente del Congreso, José Williams, advirtió que el incremento de las penas por difamación podría ser utilizado para hostigar a la prensa.
En 2024, la Sala Penal Permanente de la Corte Suprema revocó una resolución judicial que había reconocido el derecho al allanamiento policial de un periodista, Juan Carlos Tafur. Esto ocurrió cuando Tafur criticó a un fiscal involucrado en una investigación judicial de gran repercusión mediática, el escándalo del Ministerio Público.
En 2025, un informe de la Sociedad Interamericana de Prensa alertó del grave deterioro de la libertad de prensa y de expresión causado por la creciente hostilidad de diferentes entidades del poder público hacia los medios independientes y el auge de la desinformación. Atribuyó la adopción de «un discurso confrontativo y beligerante contra medios y periodistas» a Dina Boluarte, ministros del Poder Ejecutivo, alcaldes y otras figuras políticas como Rafael López Aliaga. Esto coincide con la actualización del Índice Chapultepec, en la que Perú pasó al grupo de «alta restricción».
En 2025, los medios de investigación independientes Convoca, IDL-Reporteros, Ojo Público, Epicentro TV y Salud con lupa firmaron un comunicado en el que denunciaban la aprobación de un proyecto de ley para regular la APCI y, por ende, a las organizaciones no gubernamentales. Estos medios señalaron que el presidente de la república podrá designar al director de la APCI y que se podrá prohibir el uso de los fondos de la cooperación para denunciar al Estado peruano. Además, estos medios advirtieron que «dejará sin protección legal a periodistas [que sean objeto] de acoso judicial».

## Recepción
El Barómetro de las Américas evidencia una disminución notable en la confianza hacia los medios escritos durante los años 2011 y 2015, del 29 % a 19 %. Esta desconfianza se intensifica en las regiones del sur del país, donde la radio es percibida como la única fuente de información confiable.
En 2015 Ollanta Humala reconoció que en el país «se mezcla la libertad de expresión con grupos empresariales que han tomado a los medios», luego que el escritor Mario Vargas Llosa reunciara al diario El Comercio en 2011 por supuestamente tener una editorial del grupo corporativo a favor de la candidata presidencial Keiko Fujimori.
En 2017, Miguel Arévalo Ramírez presentó una denuncia contra varios medios de comunicación por presuntos vínculos con el narcotráfico en la década de 1980, lo que supuso uno de los mayores intentos de silenciamiento masivo de un posible hecho criminal. Posteriormente, un juez impuso una orden de censura sobre la presencia de Arévalo Ramírez en plataformas digitales, decisión que fue posteriormente revocada.
En julio de 2022, el Instituto Reuters para el Estudio del Periodismo informó que 4 de 10 encuestados confía en las noticias transmitidas por medios limeños, siendo RPP y El Peruano las fuentes más confiables. Sin embargo, el estudio también destaca una disminución de la credibilidad atribuida a la parcialidad política durante las elecciones de 2021.
En cuanto al alcance de los medios convencionales, los noticieros de América, ATV y Latina registran un consumo semanal significativo. En el ámbito digital, El Comercio, La República y Perú.com, junto con la versión en línea de RPP, destacan como fuentes de información destacadas.

## Influencia y uso político de la prensa
Los medios de comunicación suelen exponer las ideas y acciones de los políticos. Estas están protegidas por la libertad de prensa, que permite al público juzgar sus capacidades. Sin embargo, la inclinación ideológica de los medios puede influir en sus evaluaciones, apoyando o criticando a las figuras del entorno en función de sus posturas editoriales.
En el sentido más tradicional, la prensa de Lima de la década de 2000 y posteriores suele tener un sesgo en sus coberturas nacionales, ya que está liderada por grandes empresas. Esto ocurre principalmente en la televisión comercial, que recibió anteriormente cantidades millonarias de dinero del gobierno de Alberto Fujimori. Algunas investigaciones sugieren que existe un enfoque mayormente centralista, en el que la televisión y los periódicos mostraron desinterés en visibilizar a la población indígena. La Relatoría para la Libertad de Expresión de la CIDH advirtió en 2022 que existe una ausencia de pluralidad de voces y que el Estado tenía planificado incluir programación de otras etnias, «cuya programación es limitada, en horarios restringidos o de poca audiencia y no necesariamente respetuosa de la cosmovisión de los pueblos y comunidades indígenas».
Cuando Fujimori estuvo cerca de finalizar su mandato, se intentó convencer a los medios de comunicación para favorecer al oficialismo, a cambio de publicidad estatal. Las negociaciones se hicieron públicas en los vladivideos n.° 1792 y 1795. No obstante, solo algunos medios se resistieron a la venta o manipulación de sus titulares, entre ellos, a La República y el dominical Panorama.
A pesar de las denuncias de favoritismo editorial, en las elecciones de 2000 la mayoría de los canales de señal abierta se negaron a cuestionar al nuevamente elegido Fujimori, fruto de la red de corrupción instalada en ese entonces. Este suceso no ocurrió en el noticiero de cable Canal N, que cubrió la marcha de los Cuatro Suyos y las acusaciones de falsificación en las cédulas de votación. El director del Grupo El Comercio, Alejandro Miró Quesada Cisneros, admitió en un discurso para la CADE 2005 que la falta de confianza de los medios y de la población se debió a los intereses de los inversionistas de empresas editoras y la contaminación de estas por la corrupción del Fujimorato.
A posteriori, se ha demostrado que los acontecimientos que favorecen al Estado o el descontento hacia este influyen en la publicación de los medios de comunicación de Lima. En algunos casos, como en el segundo gobierno de Alan García, los medios capitalinos carecieron de una presión mediática para visibilizar los cuestionamientos hacia las autoridades centrales, lo que, además, redujo la visibilidad de Ollanta Humala cuando García estuvo en campaña presidencial.
Uno de los casos más notables de influencia política es del Grupo El Comercio. Tras la advertencia de la misión de observación electoral de la Unión Europea sobre un sesgo empresarial en las elecciones de 2021, durante el gobierno de Pedro Castillo, los diarios El Comercio, La República, Perú 21, Ojo y Trome recurrieron intencionadamente a la expresión en sus titulares de portada sobre acontecimientos políticos aludidos al entonces jefe de Estado.
El actor Reynaldo Arenas es uno de los críticos de la prensa, al considerar que es la «peor del mundo» por «asquerosa, sucia, interesada, coimera y mermelera». La periodista Clara Elvira Ospina comentó que «lo importante no es lo que dicen los medios tradicionales, sino lo que callan, y eso sí que está siendo ahora muy evidente». Por su parte, Pedro Castillo, presidente de la República entre 2021 y 2022, recurrió al argumento de que «algunos gobiernos anteriores destinaban presupuestos» a cuales los denominó «grupos de poder».
En 2025, el abogado conservador Enrique Ghersi afirmaba que en las redes sociales se libraría una «batalla política» como antesala de las elecciones de 2026 y añadía que el portal informativo Wayka tenía mayor poder mediático allí y que se necesitaba construir una red de comunicaciones de gran escala para hacer frente a los medios no tradicionales.  El periodista Víctor Caballero estuvo de acuerdo con esta afirmación, pero aclaró que, durante la campaña electoral, se creaba una prensa falsa que solía imponer una narrativa de izquierdas o de derechas y que desaparecía a los pocos meses, en comparación con otro tipo de prensa que solía destapar escándalos.

### «Prensa mermelera»
Desde los sucesos del fujimorismo, quienes se aprovechan de favorecer la imagen institucional de un gobierno de turno a cambio de beneficios económicos son conocidos como «prensa mermelera». El calificativo se basa en la palabra «mermelada» (análoga a una prebenda), que hace referencia a la cuota económica que cede el Estado por el tiempo de publicidad aparecido en los medios de comunicación. La palabra «mermelada» tuvo una notable relevancia política, teniendo en cuenta que la alta concentración de medios en unos pocos propietarios hace que estos sean mayormente propensos a captar esos beneficios.
Si se compara con 2002, cuando la inversión publicitaria anual ascendía a 57 millones de dólares en televisión en señal abierta y 18.4 millones en otros medios, en el análisis de Jaime Cordero (con datos entre 2005 y 2020) se revela que el Estado peruano asignó 770 millones de soles (casi 10 veces más) a los siete grupos de medios más importantes. El Grupo El Comercio obtuvo los mayores ingresos, con una cifra de 208 millones de soles.
Legalmente, por decreto supremo 013-2001-PCM, se establecieron restricciones en las contrataciones del Estado peruano con los medios de comunicación. En 2006 se entabló la Ley 28874 para regular el tratamiento de la publicidad electoral e institucional en emisoras de radio y televisión.
En octubre de 2014, la jefa de la Superintendencia Nacional de Aduanas y de Administración Tributaria ya establecía un presupuesto publicitario de 21 millones de soles, que se debía consumir en 15 meses en contratos con diferentes medios de comunicación autorizados. De esa cantidad, 12 millones se destinaban a la televisión, 4 millones a los diarios y 3 millones a la radio.
En 2018 existió un la ley para prohibir que los medios privados generen ingresos por publicidad del Estado que fue declarada inconstitucional. En 2019 se aprobó el texto sustitutorio para distribuir el financiamiento a medios de distritos, provincias y regiones; mientras que en 2022 el titular de la Comisión de Transportes y Comunicaciones del Congreso, Alejandro Soto, anunció la aprobación del nuevo dictamen. Generalmente, el Decreto Supremo 064-2023-PCM estableció los requisitos para obtener la publicidad estatal a «los medios de comunicación tradicionales, digitales o espacios de alto tránsito o masiva afluencia de público, para lograr objetivos comunicacionales de la entidad a partir de una necesidad pública».

### «Prensa alternativa»
Durante el gobierno de Pedro Castillo surgió la autodenominada «prensa alternativa» como un grupo de medios de comunicación afines a Castillo ante las denuncias de corrupción reveladas por la «prensa tradicional». El término fue incubado por Vladimir Cerrón. Tuvo relevancia para mejorar la imagen de las propuestas del mandatario, que fue un medio predominante por sus seguidores, incluso en la convulsión social.